# 1,2-ジテトラゾリルヒドラジン
1,2-ジテトラゾリルヒドラジン(1,2-Ditetrazolylhydrazine)またはHBTは、ビステトラゾールである。シクロテトラメチレンテトラニトラミン(HMX)やヘキサニトロヘキサアザイソウルチタン(CL-20)におおよそ匹敵する威力を持つ爆薬であるが、爆発した際のアンモニアやシアン化水素等の毒性反応生成物がより少ない。アンモニウムジニトラミドや硝酸アンモニウム等の酸化剤と組み合わせると、爆発の際のシアン化水素の生成量は、さらに少なくなる。そのためこの化合物は、ニトロアミン系の爆発物と比べ、より環境にやさしいと考えられることがある。